# برج U (دورتموند)
برج U في السابق كان لصنع الجعة في مدينة دورتموند الألمانية. كان البرج منذ عام 2010 بمثابة مركز للفنون والإبداع، المبنى الجديد لمتحف أوستوال.

## التاريخ
كان أول المباني الشاهقة في دورتموند بين عامي 1926 و 1927. وكان يستخدم هذا المبنى للكحول وتخزين المنتجات.

## معرض الصور

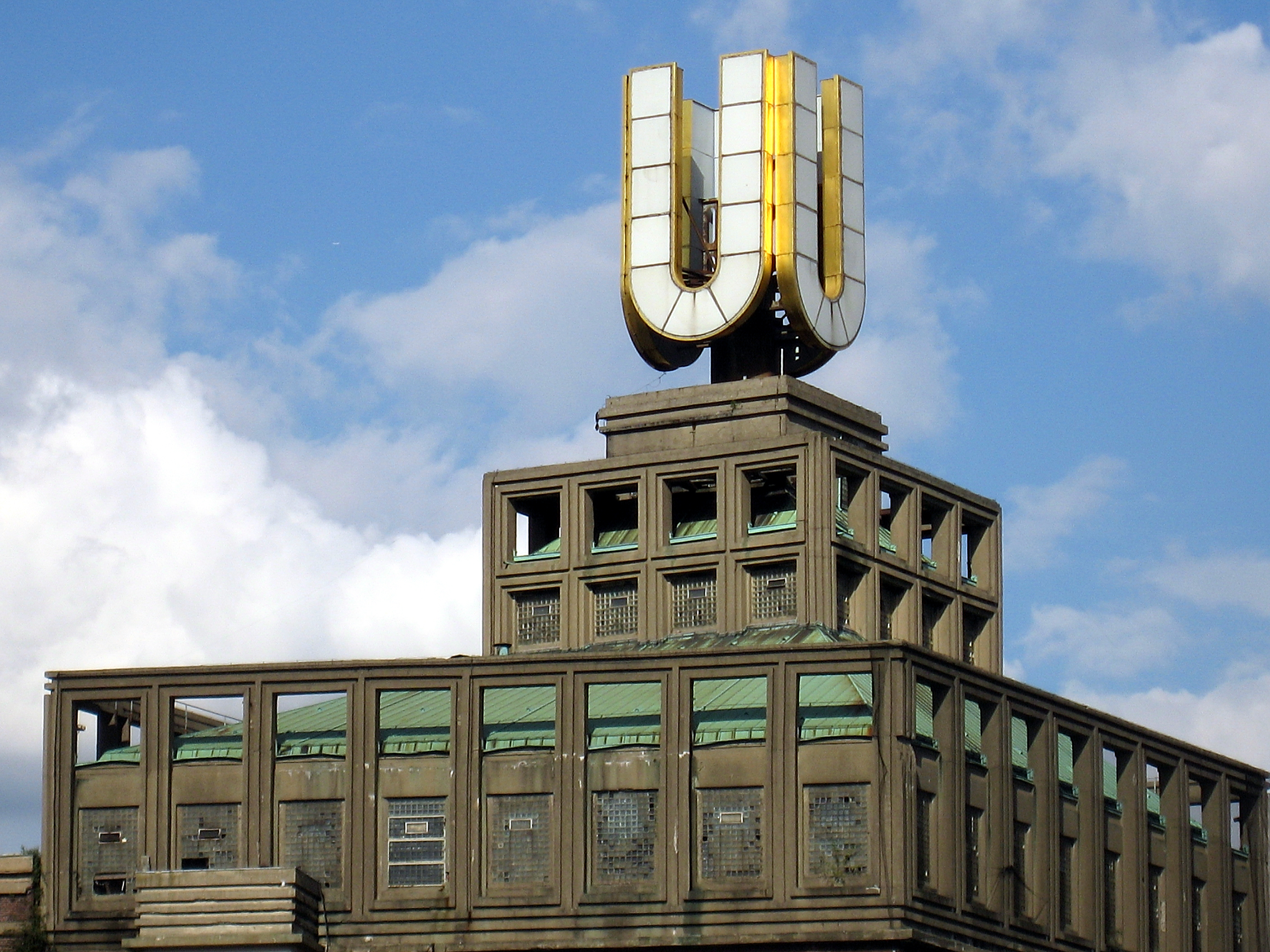
برج U
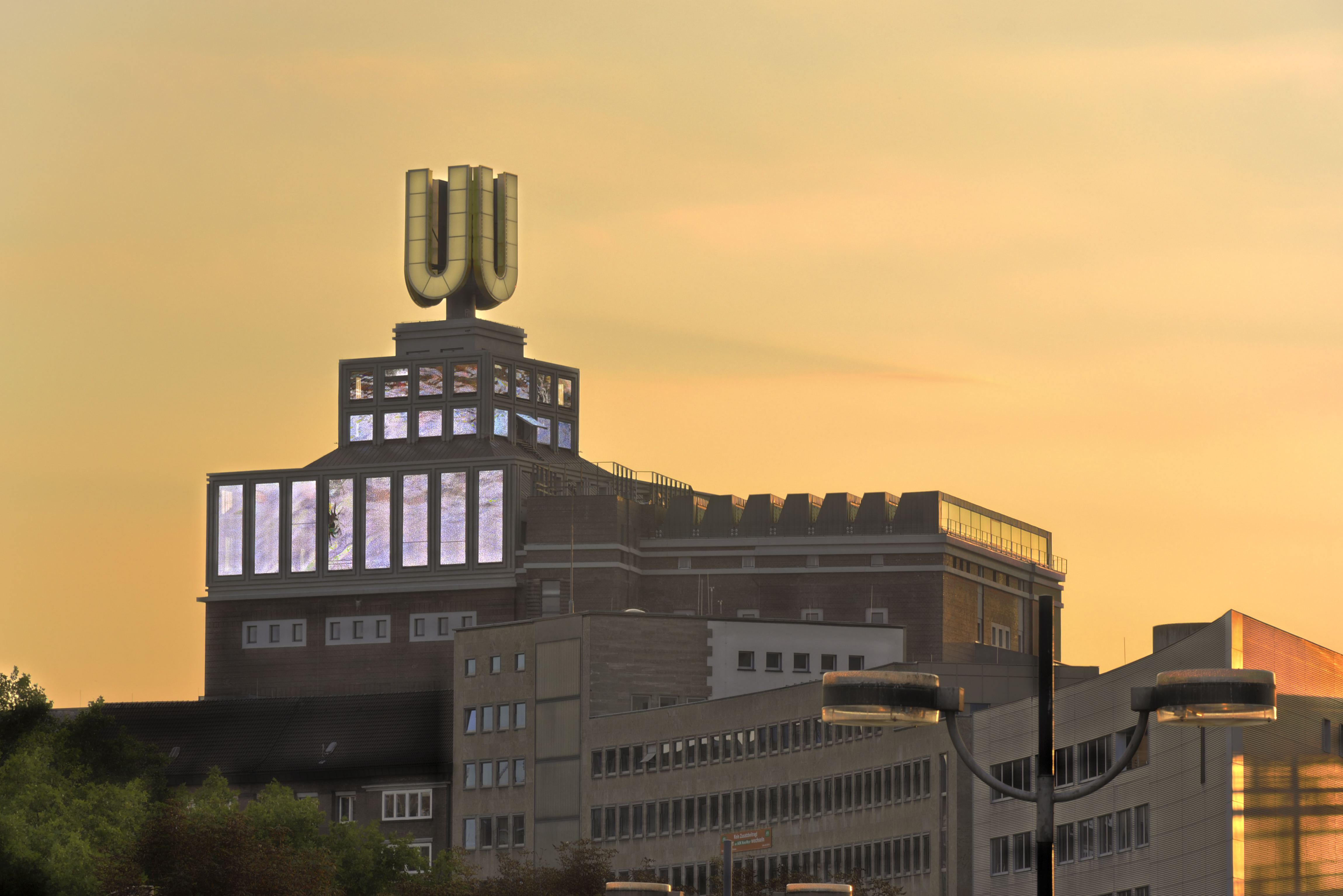
برج U في الفجر
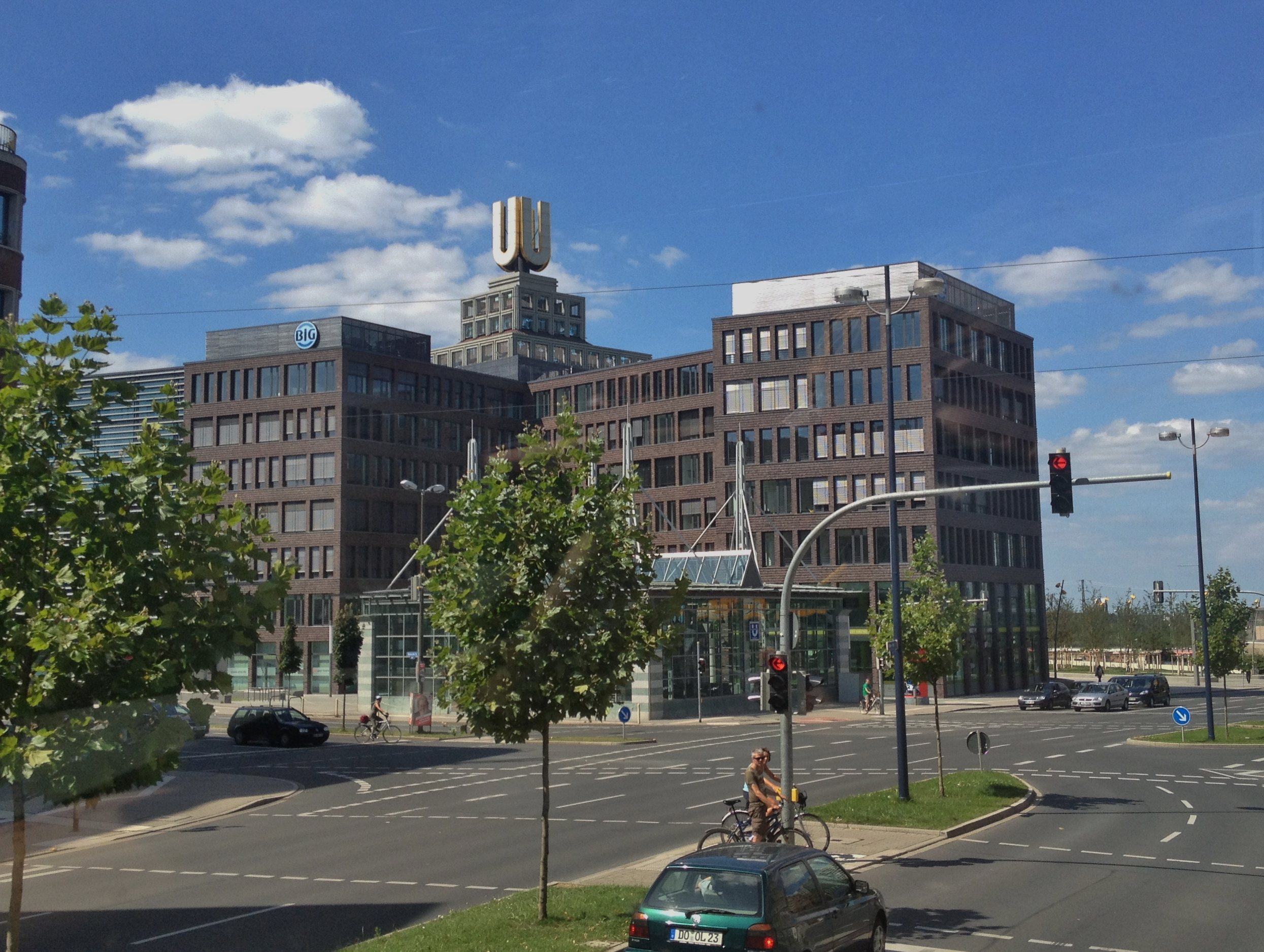
تشكيل جديد

## وصلات خارجية
- الموقع الرسمي (بالألمانية)

- معلومات للزوار